# ニコラ・フランチェスコ・ハイム
ニコラ・フランチェスコ・ハイム（Nicola Francesco Haym、1678年7月6日 - 1729年7月31日、名はニッコロとも）は、イタリア出身でイギリスで活躍したチェロ奏者、作曲家、オペラのリブレット作家。イギリスにおけるイタリアオペラの勃興期にあって重要な役割を果たした。ヘンデルの多数のオペラのリブレット作家としても知られる。

## 生涯
ハイムはローマに生まれたが、ドイツまたはオーストリアの家系に属していた。ローマでチェロ奏者として活躍し、このときにヴァイオリニストのニコラ・コジミと知りあった。
1700年にコジミとハイムはベッドフォード公爵ライオセスリー・ラッセルに招かれて渡英し、室内楽奏者として活躍した。
当時はまさにイギリスにおけるイタリアオペラの勃興期にあたり、1705年にはドルリー・レーン劇場で全曲が歌われる最初の劇である『アルシノエ』が上演され、ついでヘイマーケットの女王劇場でヤーコプ・グレーバー『エルガストの愛』が上演された。ハイムは『アルシノエ』に通奏低音奏者として参加し、また『エルガストの愛』の主役を演じたドイツ系イタリア人の歌手Joanna Maria Linchenhamと結婚した。
翌1706年にハイムはドルリー・レーンでボノンチーニのオペラ『カミッラの勝利』の音楽をイギリス人向けに再編したものを上演して大きな反響を得た。この作品は4年間に63回上演される成功作となった。ついで1708年、ハイムは女王劇場でアレッサンドロ・スカルラッティのオペラ『ピロとデメトリオ』の音楽を同様に再編して上演した (Pyrrhus and Demetrius) 。この作品でハイムは序曲・舞曲・および主にカストラートのヴァレンティーノ・ウルバーニ (Valentino Urbani) とニコロ・グリマルディ（ニコリーニ）が歌うための21曲のアリアを新たに作曲している。『ピロとデメトリオ』はニコリーニのロンドン・デビュー作だった。これらの作品の成功によって、ハイムはロンドンにおけるイタリアオペラの権威と見なされるようになった。ハイムはジョン・ジェームズ・ハイデッガーが支配人をつとめる女王劇場のために多数のイタリアオペラを再編した。また1711年にロンドン・デビューしたヘンデルのために『テーゼオ』(1713)、『ゴールのアマディージ』(1715)の台本を書いた。
1712年以降、トーマス・クレイトンやシャルル・デュパールとともにコンサート・シリーズを企画した。当時のハイムのパトロンはハリファックス男爵（のち伯爵）チャールズ・モンタギューで、彼が没した1715年以降はカーナーヴォン伯爵（のちにシャンドス公爵）のジェームズ・ブリッジスに庇護された。ブリッジズのために1716年に6曲の室内アンセムを作曲した。ほぼ同時期にヘンデルもブリッジズに仕え、『シャンドス・アンセム』を作曲している。
オペラ公演のための会社である王立音楽アカデミーが設立されると、ハイムはパオロ・アントニオ・ロッリとともにアカデミーの台本作家として活躍した。ハイムはアカデミー時代のヘンデルの最初のオペラである『ラダミスト』(1720)のリブレットを書いた。政治的理由によって1722年にロッリが降板し、ハイムがロッリの後継者としてアカデミーの書記をつとめるようになると、ハイムとヘンデルのコンビは『オットーネ』(1723)、『フラーヴィオ』(1723)、『エジプトのジュリオ・チェーザレ』(1724)、『タメルラーノ』(1724)、『ロデリンダ』(1725)およびパスティッチョ『エルピディア』(1725)を次々に生みだした。ヘンデルはロッリよりもハイムとの仕事を好んでいた。1726年にロッリが復活して以降も『シローエ』(1728)と『トロメーオ』(1728)のリブレットを書いている。またアリオスティやボノンチーニのためにもリブレットを書いた。これらのリブレットはみな既存の作品の翻案物である。
ハイムの書いたリブレットでは、ロンドン人の好みにあうようにレチタティーヴォを減らしてアリアが増やされていた。このために物語としての内容が薄いと批判されることがあった。
1728年にアカデミーが倒産した後、ハイムはハイデッガーやヘンデルとともにアカデミーを再興するために努力したが、1729年にロンドンで没した。